# Horní Brusnice
Horní Brusnice – gmina w Czechach, w powiecie Trutnov, w kraju hradeckim. Według danych z dnia 1 stycznia 2014 liczyła 442 mieszkańców.